# Huell Howser
Huell Howser (Gallatin, Tennessee, 18 d'octubre de 1945 – Palm Springs, Califòrnia, 7 de gener de 2013) va ser un actor de televisió i cinema estatunidenc, més conegut per California's Gold.

## Primers anys
Howser va néixer a Gallatin, Tennessee. El seu nom prové de la contracció dels dels seus pares, Harold i Jewell, tal com ell mateix revela en un episodi de Califòrnia s Gold. Va rebre un Bachelor of Arts de la Universitat de Tennessee. Després d'això, va servir al Cos de Marines nord-americà i va ser col·laborador de Howard Baker, senador del seu estat. Anys més tard, va començar la seva carrera televisiva a la cadena WSMV-TV.

## Carrera
Després de treballar a Nova York com a presentador de Real Life, un programa emès per WCBS-TV, es va traslladar a Los Angeles per treballar com a reporter de KCBS-TV. Durant 1982 i 1983, va servir com a corresponsal i conductor de Entertainment Tonight. El 1985, va ser contractat per KCET com a productor de ' 'registre de vídeo, en què es tractaven temes poc comuns relacionats amb Los Angeles i les comunitats circumdants.